# Berndt-Otto Rehbinder
Berndt-Otto Viktor Olof R. Rehbinder (ur. 1 maja 1918 w Karlskronie, zm. 12 grudnia 1974 w Boden) – szwedzki szpadzista, srebrny medalista olimpijski i czterokrotny medalista mistrzostw świata.
Na igrzyskach olimpijskich w Helsinkach w 1952 roku Szwedzi w składzie: Per Carleson, Carl Forssell, Bengt Ljungquist, Berndt-Otto Rehbinder, Sven Fahlman i Lennart Magnusson zajęli drugie miejsce w szpadzie drużynowej. Na rozgrywanych cztery lata później igrzyskach olimpijskich w Melbourne drużynowo odpadł w pierwszej rundzie, a indywidualnie dotarł do półfinałów. Brał też udział w igrzyskach olimpijskich w Rzymie w 1960 roku, gdzie drużynowo był piąty, a indywidualnie odpadł w półfinałach.
Podczas mistrzostw świata w Monte Carlo w 1950 roku wspólnie z Ingemarem Bondesonem, Perem Carlesonem, Svenem Fahlmanem, Carlem Forssellem i Nilsem Rydströmem zdobył brązowy medal w zawodach drużynowych. W tej samej konkurencji Szwedzi z Rehbinderem w składzie zdobyli też srebrny medal na mistrzostwach świata w Luksemburgu (1954) oraz brązowe na mistrzostwach świata w Sztokholmie (1951) i mistrzostwach świata w Turynie (1961).